# 1982 год в истории железнодорожного транспорта
1982 год в истории железнодорожного транспорта

## События
- В Швеции сконструирована вагонетка с электрическим приводом, которая может преодолевать подъём под углом 45°.[1]
- В СССР на железной дороге в Донбассе уложен участок бесстыкового пути длиной 17 километров.[1]
- 21 августа — Чёрная суббота для Черкасской области — два взаимосвязанных крушения поездов.

## Новый подвижной состав
- На Камбарском машиностроительном заводе начат серийный выпуск тепловоза ТГМ40.